# El Seibo
El Seibo est l'une des 32 provinces de la République dominicaine. Son chef-lieu est Santa Cruz del Seibo. Elle est limitée à l'ouest par la province de Hato Mayor, au sud par celles de La Romana  et San Pedro de Macorís, à l'est par celle de La Altagracia et au nord par la Baie de Samaná (océan Atlantique).